# Reithrodontomys
Reithrodontomys (Giglioli, 1874) è un genere di roditori della famiglia dei Cricetidi comunemente noti come topi dei raccolti americani.

## Descrizione

### Dimensioni
Al genere Reithrodontomys appartengono roditori di piccole dimensioni, con lunghezza della testa e del corpo tra 50 e 145 mm, la lunghezza della coda tra 45 e 115 mm e un peso fino a 20 g.

### Caratteristiche craniche e dentarie
La scatola cranica è tondeggiante, le arcate zigomatiche sono sottili, mentre le placche zigomatiche sono larghe. I fori palatali sono lunghi. Gli incisivi sono attraversati da un profondo solco longitudinale.
Sono caratterizzati dalla seguente formula dentaria:

### Aspetto
L'aspetto è quello di un piccolo topo. Le parti dorsali variano dal grigio-giallastro o rosato al brunastro o nerastro, i fianchi sono più chiari mentre le parti ventrali sono bianche o grigiastre. Le orecchie sono grandi e prominenti. I piedi sono lunghi e sottili, le loro piante sono provviste di sei tubercoli. La coda è sottile, rivestita di anelli di scaglie e cosparsa di peli. Le femmine hanno un paio di mammelle pettorali e due inguinali.

## Distribuzione
Si tratta di roditori terricoli o parzialmente arboricoli diffusi nel Continente americano, dal Canada sud-occidentale fino alla Colombia e all'Ecuador occidentali.

## Tassonomia
Il genere comprende 22 specie.
- Sottogenere Reithrodontomys - Il terzo molare inferiore presenta una seconda rientranza poco sviluppata o assente, le placche zigomatiche sono relativamente più larghe.
  - Gruppo R.fulvescens
    - Reithrodontomys fulvescens
    - Reithrodontomys hirsutus

  - Gruppo R.megalotis
    - Reithrodontomys burti
    - Reithrodontomys chrysopsis
    - Reithrodontomys humulis
    - Reithrodontomys megalotis
    - Reithrodontomys montanus
    - Reithrodontomys raviventris
    - Reithrodontomys sumichrasti
    - Reithrodontomys zacatecae
- Sottogenere Aporodon (Howell, 1914) - Il terzo molare inferiore presenta due rientranze ben sviluppate, le placche zigomatiche sono relativamente più strette.
  - Gruppo R.mexicanus
    - Reithrodontomys brevirostris
    - Reithrodontomys darienensis
    - Reithrodontomys gracilis
    - Reithrodontomys mexicanus
    - Reithrodontomys paradoxus
    - Reithrodontomys spectabilis

  - Gruppo R.tenuirostris
    - Reithrodontomys bakeri
    - Reithrodontomys creper
    - Reithrodontomys microdon
    - Reithrodontomys musseri
    - Reithrodontomys rodriguezi
    - Reithrodontomys tenuirostris